# Ozarba domina
Ozarba domina är en fjärilsart som beskrevs av Holland 1894. Ozarba domina ingår i släktet Ozarba och familjen nattflyn. Inga underarter finns listade i Catalogue of Life.